# Lago de Ifni
O lago de Ifni é o maior lago de montanha de Marrocos e um dos mais altos. Encontra-se no fundo de um vale a 2 295 metros de altitude, rodeado pelos cumes do Jbel Toubkal, do Ouanoukrim e do domo de Ifni.
O lago encontra-se dentro do Parque Nacional de Toubkal e pertence à província de Tarudante e da região de Souss-Massa-Drâa, mas encontra-se junto ao limite da província de Al Haouz e da região de Marrakech-Tensift-Al Haouz. As aldeias mais próximas são Ihilene, situada a menos de 3 km a sudeste do lago, e Tisselday, 4 km a nordeste (distâncias em linha reta, sobre o mapa). A norte-noroeste, a cerca de 11 km, encontra-se Imlil.
Atualmente é frequentado sobretudo por turistas, que vão admirar a água cor de esmeralda que resplandece no cenário mineral de alta montanha. Por vezes também o usam para tomar banho.

## Descrição e geologia
As suas margens são constituídas por vertentes abruptas, exceto a oeste, onde se encontra uma vasta planície pedregosa, uma formação geológica chamada glacis. A existência do lago deve-se a um  aluimento de terras que barrou o vale e a um circo glaciar situado a cem metros de altitude em relação à superfície das águas. Estas infiltram-se nas rochas para ressurgirem algumas centenas de metros abaixo, em duas nascentes que dão origem ao Assif (ribeira) n'Tifnoute, onde são aproveitadas para irrigação agrícola.

## Ecologia
É um lago oligotrófico, isto é, com poucos nutrientes, sem vegetação aparente, possivelmente dimíctico (onde as águas profundas praticamente não se misturam com as águas superficiais), o que a verificar-se faz dele o único lago dimíctico de Marrocos e o mais oligotrófico.
A temperatura das águas superficiais sofre grandes variações sazonais e entre o dia e a noite. Depois da estratificação aquática que ocorre no verão, a temperatura baixa acentuadamente aos 2°C, seguindo-se um ligeiro aquecimento até aos 10,2°C perto do fundo.
Flora
Praticamente não existe vegetação espermatófita e o povoamento algal é constituído por uma única espécie de cianobactérias (algas azuis). A cor verde que por vezes é exibida pelo lago tm origem na abundância desse organismo.
Fauna
A originalidade do lago em termos de fauna é a extrema pobreza do povoamento animal e a grande simplicidade da cadeia trófica. Conhece-se a presença de apenas três espécies: uma rotífera, um copépode e uma forma muito particular — provavelmente um ecótipo — de truta (Salmo trutta macrostigma). O interesse do lago para aves aquáticas é praticamente nulo.